# North Riding of Yorkshire

Flagge vom North Riding of Yorkshire

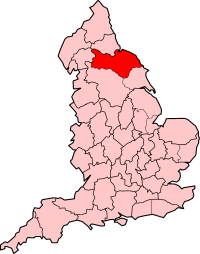
North Riding of Yorkshire als Grafschaft (1888–1974)

Das North Riding of Yorkshire ist eines der drei ehemaligen Verwaltungsgebiete der traditionellen Grafschaft Yorkshire in England.
Die Grafschaft Yorkshire war in drei Gebiete, sog. Ridings (aus dem altnorwegischen þriðing, „dritter Teil“, ein Erbe der skandinavischen Siedler des 9. Jahrhunderts) aufgeteilt: Neben dem North Riding waren dies East Riding of Yorkshire und West Riding of Yorkshire. Nachdem 1888 die traditionellen Grafschaften durch die Verwaltungsgrafschaften ersetzt wurden, wurden die drei Ridings zu eigenständigen Verwaltungsgrafschaften. 1974 wurde die Grafschaft North Riding of Yorkshire aufgelöst. Der größte Gebietsteil wurde zur neuen Grafschaft North Yorkshire (wozu auch größere Teile des nördlichen West Ridings, die Stadt York selbst sowie die nördlichen und östlichen Ränder des East Riding gehören). Der Distrikt South Teesdale wurde der Grafschaft County Durham zugeordnet, während Middlesbrough und Redcar zur ebenfalls neu gebildeten Grafschaft Cleveland kamen, die allerdings 1996 wiederum aufgelöst wurde.